# Źródło (powieść)

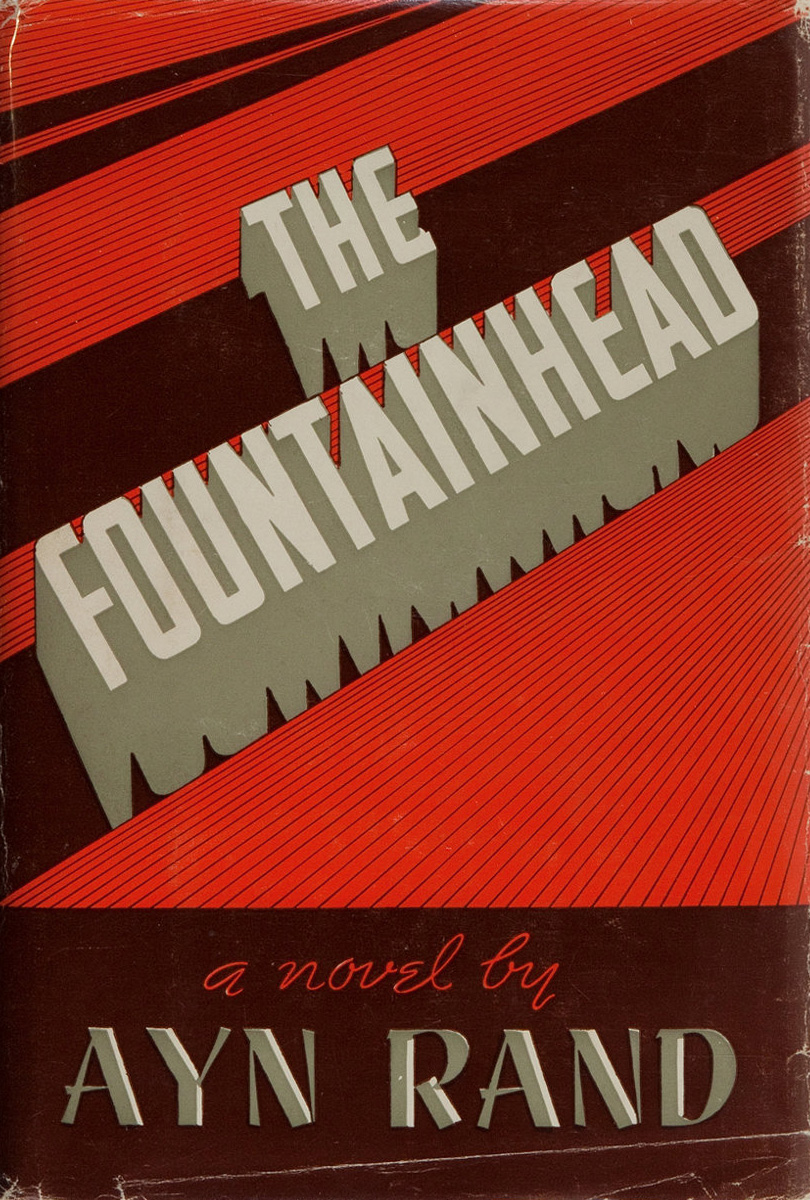
Okładka pierwszego wydania powieści

Źródło (oryg. The Fountainhead) – powieść z 1943 r. autorstwa Ayn Rand, będąca jej drugą powieścią i pierwszym dużym sukcesem literackim. Na świecie sprzedano ponad 6,5 miliona egzemplarzy.
Głównym bohaterem powieści jest Howard Roark, młody architekt, który odmawia porzucenia własnej wizji artystycznej dla komercyjnego sukcesu. W książce obserwujemy jego próby uprawiania architektury modernizmu, którą uważa za lepszą od tradycyjnej. Pozostałe postacie w książce to archetypy charakterów ludzkich według Ayn Rand. Przeciwstawia je ona głównemu bohaterowi,  przedstawionemu jako ucieleśnienie ideału niezależności i spójności z własnym systemem etycznym. Dzięki złożonym relacjom Roarka z pozostałymi osobami, powieść jest jednocześnie dramatem romantycznym jak i rozprawą filozoficzną. Zmagania Roarka odzwierciedlają przekonania autorki, która przedkłada indywidualizm nad kolektywizm.
Powieść, początkowo odrzucona przez dwanaście wydawnictw, ostatecznie została wydana przez Bobbs-Merrill Company. Mimo mieszanych recenzji, została bestellerem. W roku 1949 książkę zekranizowano, kręcąc film pod tym samym tytułem, w którym główną rolę zagrał Gary Cooper.